# Рабкин, Яков Миронович
Яков Миронович Рабкин (англ. Yakov Rabkin, род. 29 сентября 1945, Ленинград]) — заслуженный профессор истории Монреальского университета, автор и публицист.

## Биография
Родился в Ленинграде в 1945 г., выпускник Ленинградского университета и аспирантуры Института истории естествознания и техники АН СССР в Москве. Автор и редактор нескольких книг: «Наука в противостоянии сверхдержав» (Science between the Superpowers), «Взаимодействие еврейской и научной культуры в современную эпоху» (Interaction between Scientific and Jewish Cultures) и «Распространение новых технологий в пост-коммунистическом пространстве» (Diffusion of New Technologies in the Post-Communist World). Широкую известность принесла ему книга «Еврей против еврея. Иудейское сопротивление сионизму» (в оригинале Au nom de la Torah: une histoire de l’opposition juive au sionisme), опубликованная на пятнадцати языках. В Канаде она была номинирована на литературную премию Генерал-губернатора, в Израиле — на премию им. Хехта за лучшую работу о сионизме, а в Японии её назвали одной из лучших книг года. В 2012 г. также по-японски вышла книга "Что такое современный Израиль"  (название русского издания "Современный Израиль: от замысла к жизни"). В 2016 г. при содействии «Студенческой республики» прошла презентация книги в Украине (Киев, Полтава, Чернигов, Черновцы). В 2018 г. под его редакцией (совместно с Михаилом Минаковым) вышел сборник статей на тему демодернизации . По истории этого явления он в течение нескольких лет вёл в своём университете семинар, а в 2016 г. в Ницце организовал международную конференцию. В этом коллективном труде на примере разных стран мира показаны случаи политического, социального и духовного отхода от некогда казавшегося необратимым движения к "осовремениванию" мира.
Перу проф. Рабкина принадлежит около двухсот публикаций в научной периодике. Его работы по взаимодействию науки и техники, науки и культуры, а также по политической истории науки, в том числе о судьбе науки и учёных после расформирования СССР, о взаимоотношении политических свобод и свободы научного поиска, снискали ему известность в академической среде. В 1988-89-е годы принял активное участие в создании при содействии Академии наук СССР образовательного центра «Мекор хаим» — одного из первых признанных советским государством центров по изучению иудаизма. Проф. Рабкин продолжает уделять внимание эволюции еврейского самосознания, в том числе и в рамках его научного интереса к взаимоотношениям религии и общества и к вопросам этнического национализма.
Аналитические статьи и интервью проф. Рабкина по международным вопросам, в частности, по ситуации в Восточной Европе и на Ближнем Востоке, появляются в таких журналах и газетах, как Baltimore Sun, Globe and Mail, La Presse, Le Devoir, Frankfurter Allgemeine Zeitung, International Herald Tribune, Jerusalem Post и Haaretz, а также в электронных СМИ, на радио и телевидении многих стран (Radio-Canada, CBC, PBS, Télé-Québec, CTV, NHK, Radio Ville-Marie, RTV Belge, Radio France).
Профессор Рабкин работал консультантом ряда международных организаций (ОЭСР, НАТО, ЮНЕСКО, Всемирный банк) по вопросам науки и высшего образования. Свободно владея пятью языками, он выступает с лекциями во многих странах мира. Яков Рабкин был экспертом финала Студреспублики-2015 на тему «Программа модернизации Украины» (Арабатская Стрелка, побережье Азовского моря, Херсонская обл.), там он также прочитал факультатив (доклад) на тему «Международные аспекты демодернизации».
Профессор несколько раз выступал на других проектах Студреспублики с онлайн-докладами. В 2017 г. в Киеве Студреспублика и издательство «Саммит-книга» организовали публичную дискуссию на тему «Демодернизация политики в современном мире», в которой основным спикером был Яков Рабкин. 

## Интервью
- Яков Рабкин: я не вижу перспектив будущего палестинского государства
- Яков Рабкин: «Отсутствие общественной солидарности — один из признаков демодернизации»
- Яков Рабкин: По всему миру идет усушка государства всеобщего благоденствия
- Яков Рабкин: «Государство не в опасности — граждане в опасности»
- Яков Рабкин: С чего начинается родина?
- Яков Рабкин: «Прогресс основывается на разуме»
- Яков Рабкин: «Опасная догма»